# Eupithecia costirufaria
Eupithecia costirufaria es una especie de polilla de la familia Geometridae. La especie fue descrita por primera vez por William Warren habiendo sido descrita en 1902, con distribución en Perú. El holotipo de la especie fue descrita en los alrededores de Limbani, Provincia de Carabaya, a una altitud de 9500 pies (2895,6 m).

## Descripción
Es una polilla mediana con una envergadura de 26 milímetros (1 plg), muy similar a otra especie peruana, Eupithecia sobria. Las alas anteriores son gris oscuro con la costa en sentido amplio, la vena mediana y sus ramas y el tono presubmarginal de color marrón rojizo opaco. Posee una línea oscura con dos ángulos cerca de la base y dos líneas inclinadas hacia afuera en la celda. Tres líneas ondean ligeramente más allá de la mancha discal, previo a una gruesa línea exterior negra que forma un ángulo con la vena 6, y seguida por una banda pálida con una línea central gris. La línea submarginal es blanca, regularmente en forma de zigzag. El color de fondo entre las líneas a lo largo de ambos pliegues es blanco. La línea marginal es fina con una franja gris con cuadros más oscuros.
El ala trasera es gris. El margen interior con el comienzo de líneas también son de color marrón rojizo. El envés es gris oscuro, con todas las líneas bien marcadas.
La cabeza, tórax y abdomen son grises con un tinte rojizo. El dorso es marrón rojizo, mientras que los palpos son de color marrón oscuro y muy largos.